# Zambo (anthropologie)
Pour les articles homonymes, voir Zambo (homonymie).
Ne pas confondre avec le sambo, art martial et sport de combat ou Zambo, personnage fictif exécuteur d'ordres d'assassinats donnés par Napoléon III et apparaissant dans des pamphlets républicains.
Le terme zambo ou zamba était une catégorie coloniale pour designer les descendants des métis de noirs et d'amérindiens en Amérique hispanophone (lobo au Mexique). De nos jours, c'est un terme pour désigner tout mélange racial qui met l'accent sur la noirceur. Il est aujourd'hui tombé en désuétude en français.
Au Brésil, qui est lusophone (on y parle portugais), on utilise le terme cafuzo. Il existe d'autres variantes du nom cafuzo, qui ont été créées pendant la colonisation du Brésil et utilisées aujourd'hui dans certaines régions du pays comme caburé, cafuz, carafuz, carafuzo, taioca, cafuçu et cariboca.

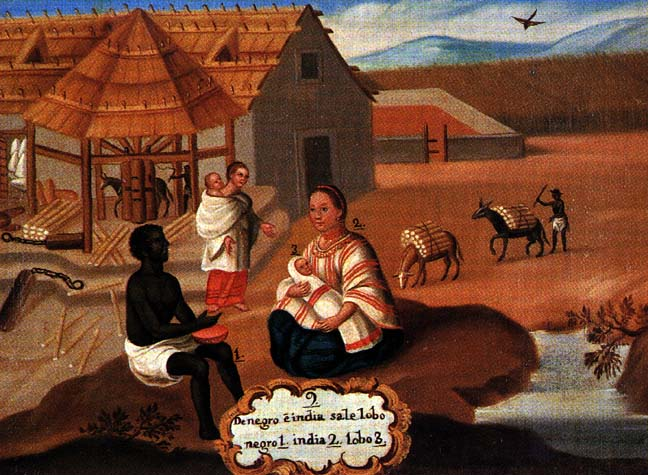
Une illustration coloniale montrant un enfant métis (dit zambo), datant du XVIIIe siècle.

En anglais américain, sambo (/ˈsambō/) est un terme argotique, aujourd'hui considéré comme péjoratif et offensant, utilisé comme nom commun depuis le début du XVIIIe siècle pour désigner d'abord une personne métisse — afro-amérindienne ou mulâtre — puis une personne noire. Son étymologie est incertaine. Son sens originel dérive du kikongo nzambu [« singe »] via l'espagnol américain zambo ([ˈθam.bo] ou [ˈsam.bo]) qui désignait — et désigne encore — une sorte de singe jaune identifié au Alouatta palliata. Son sens actuel pourrait dériver du peul sambo [« oncle »] ou du haoussa sambo [« second fils »]. Par antonomase inverse, Sambo est le nom propre d'un personnage de fiction aussi connu comme Black Sambo ou Little Black Sambo. Il apparaît pour la première fois en 1808 dans Sambo and Toney: A Dialogue in Three Parts d'Edmund Botsford, avant d'être popularisé par The Story of Little Black Sambo (en), best-seller de la littérature enfantine écrit et illustré par Helen Bannerman et paru en octobre 1899.

## Racisme et discrimination
L'objectif du Jolly Darkie Target Game est de lancer une balle en bois dans une cible, la « bouche béante » de Sambo (terme proche de zambo), qui peut s'ouvrir et se fermer. Il était l'un des nombreux jeux produits à la fin du XIXe siècle aux États-Unis et qui représentaient les Afro-Américains comme des « bêtes » et associant les images de Sambo et son visage masculin noir avec des insultes racistes.